# Butch Miles
Butch Miles, oprindelig Charles J.Thorton Jr. (født 4. juli 1944 i Ironton, Ohio død 2. februar 2023 i Austin, Texas USA) var en amerikansk jazztrommeslager.
Miles var bedst kendt for sit virke i Count Basies bigband (1975-1979) og igen fra (1997-2007). Han var inspireret af Buddy Rich, Gene Krupa og Jo Jones.
Miles var en teknisk dygtig trommeslager både som sideman og solist. Han kom bedst til sin ret i bigbands, men indspillede mange plader både med andre og i eget navn.